# Trypanidius irroratus
Trypanidius irroratus är en skalbaggsart som beskrevs av Monné och Delfino 1980. Trypanidius irroratus ingår i släktet Trypanidius och familjen långhorningar.
Artens utbredningsområde är Venezuela. Inga underarter finns listade i Catalogue of Life.